# Zentralamerikanische Spiele 2017/Handball
Bei den 11. Zentralamerikanischen Spielen 2017 fanden zum vierten Mal nach 2001, 2010 und 2013 Handballwettbewerbe für Nationalmannschaften der Männer und Frauen im Rahmen der Zentralamerikaspiele statt. Gespielt wurde bei den Männern in einem einfachen Jeder-gegen-jeden-Turnier. Bei den Frauen folgte auf die Vorrundengruppe eine K.-o.-Phase. Sieger in Managua, Nicaragua, wurden die guatemaltekische Männer-Handballnationalmannschaft und die guatemaltekische Frauen-Handballnationalmannschaft.

## Männer
| Pl. | Land        | Sp. | S | U | N | Tore      | Diff. | Punkte |
| --- | ----------- | --- | - | - | - | --------- | ----- | ------ |
| 1.  | Guatemala   | 4   | 4 | 0 | 0 | 0106:840  | +22   | 8      |
| 2.  | Costa Rica  | 4   | 3 | 0 | 1 | 0107:820  | +25   | 6      |
| 3.  | Honduras    | 4   | 2 | 0 | 2 | 0105:970  | +8    | 4      |
| 4.  | Nicaragua   | 4   | 1 | 0 | 3 | 0101:1290 | −28   | 2      |
| 5.  | El Salvador | 4   | 0 | 0 | 4 | 078:1050  | −27   | 0      |

Anmk.: Bei Punktgleichheit entschied der direkte Vergleich, dann das Torverhältnis.
| 4. Dezember 2017 | El Salvador | 18:22 | Guatemala | Instituto nicaragüense de deportes, Managua |
| 4. Dezember 2017 |             |       |           | Instituto nicaragüense de deportes, Managua |
| 4. Dezember 2017 |             |       |           | Instituto nicaragüense de deportes, Managua |

| 4. Dezember 2017 | Honduras | 35:24 | Nicaragua | Instituto nicaragüense de deportes, Managua |
| 4. Dezember 2017 |          |       |           | Instituto nicaragüense de deportes, Managua |
| 4. Dezember 2017 |          |       |           | Instituto nicaragüense de deportes, Managua |

| 5. Dezember 2017 | Guatemala | 22:18 | Costa Rica | Instituto nicaragüense de deportes, Managua |
| 5. Dezember 2017 |           |       |            | Instituto nicaragüense de deportes, Managua |
| 5. Dezember 2017 |           |       |            | Instituto nicaragüense de deportes, Managua |

| 5. Dezember 2017 | Nicaragua | 29:27 | El Salvador | Instituto nicaragüense de deportes, Managua |
| 5. Dezember 2017 |           |       |             | Instituto nicaragüense de deportes, Managua |
| 5. Dezember 2017 |           |       |             | Instituto nicaragüense de deportes, Managua |

| 6. Dezember 2017 | El Salvador | 14:29 | Honduras | Instituto nicaragüense de deportes, Managua |
| 6. Dezember 2017 |             |       |          | Instituto nicaragüense de deportes, Managua |
| 6. Dezember 2017 |             |       |          | Instituto nicaragüense de deportes, Managua |

| 6. Dezember 2017 | Costa Rica | 30:22 | Nicaragua | Instituto nicaragüense de deportes, Managua |
| 6. Dezember 2017 |            |       |           | Instituto nicaragüense de deportes, Managua |
| 6. Dezember 2017 |            |       |           | Instituto nicaragüense de deportes, Managua |

| 7. Dezember 2017 | Guatemala | 25:22 | Honduras | Instituto nicaragüense de deportes, Managua |
| 7. Dezember 2017 |           |       |          | Instituto nicaragüense de deportes, Managua |
| 7. Dezember 2017 |           |       |          | Instituto nicaragüense de deportes, Managua |

| 7. Dezember 2017 | El Salvador | 19:25 | Costa Rica | Instituto nicaragüense de deportes, Managua |
| 7. Dezember 2017 |             |       |            | Instituto nicaragüense de deportes, Managua |
| 7. Dezember 2017 |             |       |            | Instituto nicaragüense de deportes, Managua |

| 8. Dezember 2017 | Honduras | 19:34 | Costa Rica | Instituto nicaragüense de deportes, Managua |
| 8. Dezember 2017 |          |       |            | Instituto nicaragüense de deportes, Managua |
| 8. Dezember 2017 |          |       |            | Instituto nicaragüense de deportes, Managua |

| 8. Dezember 2017 | Nicaragua | 26:37 | Guatemala | Instituto nicaragüense de deportes, Managua |
| 8. Dezember 2017 |           |       |           | Instituto nicaragüense de deportes, Managua |
| 8. Dezember 2017 |           |       |           | Instituto nicaragüense de deportes, Managua |

## Frauen

### Vorrundengruppe
| Pl. | Land        | Sp. | S | U | N | Tore    | Diff. | Punkte |
| --- | ----------- | --- | - | - | - | ------- | ----- | ------ |
| 1.  | Guatemala   | 3   | 3 | 0 | 0 | 073:480 | +25   | 6      |
| 2.  | Nicaragua   | 3   | 2 | 0 | 1 | 070:780 | −8    | 4      |
| 3.  | Costa Rica  | 3   | 1 | 0 | 2 | 066:580 | +8    | 2      |
| 4.  | El Salvador | 3   | 0 | 0 | 3 | 052:770 | −25   | 0      |

Anmk.: Bei Punktgleichheit entschied der direkte Vergleich, dann das Torverhältnis.
| 4. Dezember 2017 | Costa Rica | 26:15 | El Salvador | Instituto nicaragüense de deportes, Managua |
| 4. Dezember 2017 |            |       |             | Instituto nicaragüense de deportes, Managua |
| 4. Dezember 2017 |            |       |             | Instituto nicaragüense de deportes, Managua |

| 4. Dezember 2017 | Guatemala | 28:19 | Nicaragua | Instituto nicaragüense de deportes, Managua |
| 4. Dezember 2017 |           |       |           | Instituto nicaragüense de deportes, Managua |
| 4. Dezember 2017 |           |       |           | Instituto nicaragüense de deportes, Managua |

| 5. Dezember 2017 | El Salvador | 12:25 | Guatemala | Instituto nicaragüense de deportes, Managua |
| 5. Dezember 2017 |             |       |           | Instituto nicaragüense de deportes, Managua |
| 5. Dezember 2017 |             |       |           | Instituto nicaragüense de deportes, Managua |

| 5. Dezember 2017 | Nicaragua | 25:23 | Costa Rica | Instituto nicaragüense de deportes, Managua |
| 5. Dezember 2017 |           |       |            | Instituto nicaragüense de deportes, Managua |
| 5. Dezember 2017 |           |       |            | Instituto nicaragüense de deportes, Managua |

| 6. Dezember 2017 | El Salvador | 25:26 | Nicaragua | Instituto nicaragüense de deportes, Managua |
| 6. Dezember 2017 |             |       |           | Instituto nicaragüense de deportes, Managua |
| 6. Dezember 2017 |             |       |           | Instituto nicaragüense de deportes, Managua |

| 6. Dezember 2017 | Costa Rica | 17:20 | Guatemala | Instituto nicaragüense de deportes, Managua |
| 6. Dezember 2017 |            |       |           | Instituto nicaragüense de deportes, Managua |
| 6. Dezember 2017 |            |       |           | Instituto nicaragüense de deportes, Managua |

### Halbfinale
| 7. Dezember 2017 | Guatemala | 20:14 | El Salvador | Instituto nicaragüense de deportes, Managua |
| 7. Dezember 2017 |           |       |             | Instituto nicaragüense de deportes, Managua |
| 7. Dezember 2017 |           |       |             | Instituto nicaragüense de deportes, Managua |

| 7. Dezember 2017 | Nicaragua | 28:31 | Costa Rica | Instituto nicaragüense de deportes, Managua |
| 7. Dezember 2017 |           |       |            | Instituto nicaragüense de deportes, Managua |
| 7. Dezember 2017 |           |       |            | Instituto nicaragüense de deportes, Managua |

### Spiel um Platz 3
| 8. Dezember 2017 | El Salvador | 24:33 | Nicaragua | Instituto nicaragüense de deportes, Managua |
| 8. Dezember 2017 |             |       |           | Instituto nicaragüense de deportes, Managua |
| 8. Dezember 2017 |             |       |           | Instituto nicaragüense de deportes, Managua |

### Finale
| 8. Dezember 2017 | Costa Rica | 21:24 | Guatemala | Instituto nicaragüense de deportes, Managua |
| 8. Dezember 2017 |            |       |           | Instituto nicaragüense de deportes, Managua |
| 8. Dezember 2017 |            |       |           | Instituto nicaragüense de deportes, Managua |